# 特洛伊大学
特洛伊大学（Troy University）是美國的一所公立大学，坐落于阿拉巴马州特洛伊市，成立于1887年。学校成立之初，命名为特洛伊师范学校（Troy Normal School），其任务是教育并培训新的教师。特洛伊大学逐渐演变成综合性的州立大学。特洛伊大学系统在阿拉巴马州还包含另外三个校区：多森校区、蒙哥馬利校区，以及鳳凰城校区。特洛伊大学同时也有很多校外及远程教育项目，并提供很多协助美国军队的课程。

## 学术
2019年《美國新聞與世界報道》將其列在“南部地區大學”中第107-141位。 该大学录取率在90左右，准时毕业率为35%。